# Saison 2009 de l'équipe cycliste Katusha
La saison 2009 de l'équipe cycliste Katusha est la première de l'équipe.

## Préparation de la saison 2009

### Arrivées et départs
L'équipe disputant sa première saison, l'ensemble des coureurs est arrivé en début de saison en provenance d'autres équipes même si la majorité vienne de l'ancienne formation Tinkoff Credit Systems.

## Coureurs et encadrement technique

### Effectif
| Cycliste              | Date de naissance | Nationalité | Équipe 2008            |
| --------------------- | ----------------- | ----------- | ---------------------- |
| László Bodrogi        | 11 décembre 1976  | Hongrie     | Crédit agricole        |
| Alexandre Botcharov   | 26 février 1975   | Russie      | Crédit agricole        |
| Pavel Brutt           | 29 janvier 1982   | Russie      | Tinkoff Credit Systems |
| Antonio Colom         | 11 mai 1978       | Espagne     | Astana                 |
| Kenny Dehaes          | 10 novembre 1984  | Belgique    | Topsport Vlaanderen    |
| Nikita Eskov          | 23 janvier 1983   | Russie      | Tinkoff Credit Systems |
| Denis Galimzyanov     | 7 mars 1987       | Russie      | Katyusha Continental   |
| Joan Horrach          | 27 mars 1974      | Espagne     | Caisse d'Épargne       |
| Mikhail Ignatiev      | 7 mai 1985        | Russie      | Tinkoff Credit Systems |
| Sergueï Ivanov        | 5 mars 1975       | Russie      | Astana                 |
| Vladimir Karpets      | 20 septembre 1980 | Russie      | Caisse d'Épargne       |
| Sergueï Klimov        | 7 juillet 1980    | Russie      | Tinkoff Credit Systems |
| Alexei Markov         | 26 mai 1979       | Russie      | Katyusha Continental   |
| Luca Mazzanti         | 4 février 1974    | Italie      | Tinkoff Credit Systems |
| Robbie McEwen         | 24 juin 1972      | Australie   | Silence-Lotto          |
| Guennadi Mikhailov    | 8 février 1974    | Russie      | Mitsubishi-Jartazi     |
| Danilo Napolitano     | 31 janvier 1981   | Italie      | Lampre                 |
| Evgueni Petrov        | 25 mai 1978       | Russie      | Tinkoff Credit Systems |
| Christian Pfannberger | 9 décembre 1979   | Autriche    | Barloworld             |
| Filippo Pozzato       | 10 septembre 1981 | Italie      | Liquigas               |
| Ivan Rovny            | 30 septembre 1987 | Russie      | Tinkoff Credit Systems |
| Alexander Serov       | 12 novembre 1982  | Russie      | Tinkoff Credit Systems |
| Gert Steegmans        | 30 septembre 1980 | Belgique    | Quick Step             |
| Ben Swift             | 6 décembre 1987   | Royaume-Uni | 100% Me                |
| Nikolay Trusov        | 1er juillet 1985  | Russie      | Tinkoff Credit Systems |
| Stijn Vandenbergh     | 25 avril 1984     | Belgique    | AG2R La Mondiale       |
| Maxime Vantomme       | 8 mars 1986       | Belgique    | Mitsubishi-Jartazi     |

## Bilan de la saison

### Victoires
| Date       | Course                                                   | Pays        | Classe | Vainqueur                       |
| ---------- | -------------------------------------------------------- | ----------- | ------ | ------------------------------- |
| 08/02/2009 | Trofeo Mallorca                                          | Espagne     | 1.1    | Gert Steegmans                  |
| 09/02/2009 | Trofeo Cala Millor                                       | Espagne     | 1.1    | Robbie McEwen                   |
| 11/02/2009 | Trofeo Inca                                              | Espagne     | 1.1    | Antonio Colom                   |
| 16/02/2009 | 1re étape du Tour d'Andalousie                           | Espagne     | 2.1    | Danilo Napolitano               |
| 17/02/2009 | 2e étape du Tour d'Andalousie                            | Espagne     | 2.1    | Gert Steegmans                  |
| 20/02/2009 | 3e étape du Tour de l'Algarve                            | Portugal    | 2.1    | Antonio Colom                   |
| 07/03/2009 | 2e étape des Trois Jours de Flandre-Occidentale          | Belgique    | 2.1    | Danilo Napolitano               |
| 15/03/2009 | 8e étape de Paris-Nice                                   | France      | HIS    | Antonio Colom                   |
| 24/03/2009 | 1rea étape de la Semaine internationale Coppi et Bartali | Italie      | 2.1    | Danilo Napolitano               |
| 28/03/2009 | Grand Prix E3                                            | Belgique    | 1.HC   | Filippo Pozzato                 |
| 31/03/2009 | 1re étape des Trois Jours de La Panne                    | Belgique    | 2.HC   | Filippo Pozzato                 |
| 19/04/2009 | Amstel Gold Race                                         | Pays-Bas    | PT     | Sergueï Ivanov                  |
| 17/05/2009 | 3e étape du Tour de Picardie                             | France      | 2.1    | Robbie McEwen                   |
| 22/05/2009 | 4e étape du Tour de Catalogne                            | Espagne     | PT     | Nikolay Trusov                  |
| 27/05/2009 | 1re étape du Tour de Belgique                            | Belgique    | 2.HC   | Sergueï Ivanov                  |
| 04/06/2009 | 1re étape du Tour de Luxembourg                          | Luxembourg  | 2.HC   | Danilo Napolitano               |
| 28/06/2009 | Championnat d'Italie sur route                           | Italie      | CN     | Filippo Pozzato                 |
| 28/06/2009 | Championnat de Russie sur route                          | Russie      | CN     | Sergueï Ivanov                  |
| 18/07/2009 | 14e étape du Tour de France                              | France      | HIS    | Sergueï Ivanov                  |
| 29/08/2009 | Tour de Vénétie                                          | Italie      | 1.HC   | Filippo Pozzato                 |
| 18/09/2009 | 7e étape du Tour de Grande-Bretagne                      | Royaume-Uni | 2.1    | Ben Swift                       |
| 20/09/2009 | Duo normand                                              | France      | 1.2    | Nikolay Trusov - Artem Ovechkin |
| 03/10/2009 | Mémorial Cimurri                                         | Italie      | 1.1    | Filippo Pozzato                 |
| 04/10/2009 | Tour de Vendée                                           | France      | 1.1    | Pavel Brutt                     |

### Résultats sur les courses majeures
Les tableaux suivants représentent les résultats de l'équipe dans les principales courses du calendrier international (les cinq classiques majeures, le Tour d'Italie et le Tour de France). Pour chaque épreuve est indiqué le meilleur coureur de l'équipe, son classement ainsi que les accessits glanés par Katusha sur les courses de trois semaines.

#### Classiques
| Classique            | Milan-San Remo        | Tour des Flandres    | Paris-Roubaix        | Liège-Bastogne-Liège | Tour de Lombardie         |
| -------------------- | --------------------- | -------------------- | -------------------- | -------------------- | ------------------------- |
| Coureur (classement) | Filippo Pozzato (22e) | Filippo Pozzato (5e) | Filippo Pozzato (2e) | Sergueï Ivanov (5e)  | Alexandre Botcharov (31e) |

#### Grands tours
| Grand tour           | Tour d'Italie        | Tour de France                      | Tour d'Espagne |
| -------------------- | -------------------- | ----------------------------------- | -------------- |
| Coureur (classement) | Evgueni Petrov (34e) | Vladimir Karpets (11e)              | Non invitée    |
| Accessits            | -                    | 1 victoire d'étape (Sergueï Ivanov) | -              |

### Classement UCI
L'équipe Katusha termine à la dixième place du Calendrier mondial avec 637 points. Ce total est obtenu par l'addition des points des cinq meilleurs coureurs de l'équipe au classement individuel que sont Sergueï Ivanov, 27e avec 164 points, Vladimir Karpets, 28e avec 157 points, Filippo Pozzato, 30e avec 154 points, Mikhail Ignatiev, 136e avec 17 points, et Ben Swift, 156e avec 11 points.
| Rang | Coureur             | Points |
| ---- | ------------------- | ------ |
| 27   | Sergueï Ivanov      | 164    |
| 28   | Vladimir Karpets    | 157    |
| 30   | Filippo Pozzato     | 154    |
| 136  | Mikhail Ignatiev    | 17     |
| 156  | Ben Swift           | 11     |
| 177  | Alexandre Botcharov | 8      |
| 192  | Robbie McEwen       | 6      |
| 195  | Nikolay Trusov      | 6      |
| 213  | Pavel Brutt         | 4      |
| 222  | Danilo Napolitano   | 3      |
| 233  | Evgueni Petrov      | 2      |
| 262  | Alexei Markov       | 1      |